# Beclometasondipropionat
Beclometasondipropionat ist ein synthetisches Glucocorticoid mit entzündungshemmenden und gefäßverengenden Eigenschaften. Es wird als Arzneistoff zur topischen Behandlung von Asthma, allergischer Rhinitis und Sinusitis angewendet.
Chemisch handelt es sich um den Dipropionsäureester des freien Alkohols Beclometason. Als weitere Schreibweise findet man auch Beclomethason.

## Pharmakokinetische Eigenschaften

Struktur von Beclometason

Beclometasondipropionat wird seit 1972 verwendet. Es handelt sich um ein Prodrug: Nach Hydrolyse durch Esterasen entsteht der aktive Metabolit Beclometason-17-monopropionat. In der Leber wird dieser mittels First-Pass-Effekt weiter in pharmakologisch inaktive Metaboliten wie Beclometason-21-monopropionat und Beclometason (freier Alkohol) umgewandelt. Dies begrenzt die systemische Bioverfügbarkeit und Toxizität.

## Wirkung
Beclometasondipropionat wirkt entzündungshemmend, immunsuppressiv und antiallergisch. Es wird zur Behandlung von asthmatischen Erkrankungsformen und Atembeschwerden eingesetzt. Die volle Wirkung tritt erst nach einigen Stunden bzw. Tagen ein.
Beclometasondipropionat ist in Deutschland und Österreich verschreibungspflichtig. In der Schwangerschaft sollte Beclometasondipropionat nur nach einer intensiven ärztlichen Nutzen-Risiko-Analyse angewendet werden. Zwar gibt es keine Hinweise auf Teratogenität, jedoch sind andere Schädigungen (z. B. intrauterine Wachstumsstörungen, Atrophie der Nebennierenrinde) und Spätfolgen bei Langzeittherapie nicht sicher auszuschließen. Zum Übergang von Beclometasondipropionat in die Muttermilch nach inhalativer Anwendung liegen keine Daten vor; Meldungen zu Symptomen bei gestillten Säuglingen liegen nicht vor. Bei Langzeittherapie oder wenn Wirkungen beim Säugling beobachtet werden, sollte abgestillt werden.

## Handelsnamen
Monopräparate
Aerocortin (A), BECeco (CH), Beclorhinol, Beconase (D, CH), Bronchocort (D), Cyclocaps (D), Douglan (A), Junik (D), Qvar (A, CH), RatioAllerg (D), Rhinivict (D), Sanasthmax (D), Sanasthmyl (D), Ventolair (D), Clenil-Spray (I), zahlreiche Generika (D, A)
Kombinationspräparate
- Kombinationspräparate mit Formoterol: Formodual (A), Foster (D, A), Inuvair (D)
- Kombinationspräparate mit Formoterol und Glycopyrroniumbromid zur Inhalation: Trimbow (EU)

## Hydrat- und Esterformen
Beclometasondipropionat kommt sowohl in einer wasserfreien Form als auch als Hydrat, Beclometasondipropionat-Monohydrat, vor. Die Monoester,
Beclometason-17-propionat und
Beclometason-21-propionat
treten als Metabolite auf (siehe oben), aber auch als potentielle Verunreinigungen im offizinellen Arzneistoff. Als weitere mögliche Verunreinigungen sind bspw.
Beclometason-21-acetat-17-propionat und
Beclometason-21-butyrat-17-propionat
beschrieben.

## Externe Links zu erwähnten Verbindungen
1. ↑  Externe Identifikatoren von bzw. Datenbank-Links zu Beclometason:  CAS-Nr.: 4419-39-0, EG-Nr.: 224-585-9, ECHA-InfoCard: 100.022.352, PubChem: 20469, Wikidata: Q31948091.Weitere Namen: 9α-Chlor-16β-methylprednisolon; 9α-Chlor-11β,17α,21-trihydroxy-16β-methylpregna-1,4-dien-3,20-dion.
2. ↑  Externe Identifikatoren von bzw. Datenbank-Links zu Beclometasondipropionat-Monohydrat:  CAS-Nr.: 77011-63-3, EG-Nr.: 689-772-3, ECHA-InfoCard: 100.216.746, PubChem: 16052009, ChemSpider: 10482269, Wikidata: Q27259586.
3. ↑  Externe Identifikatoren von bzw. Datenbank-Links zu Beclometason-17-propanoat:  CAS-Nr.: 5534-18-9, EG-Nr.: 226-888-1, ECHA-InfoCard: 100.024.444, PubChem: 62965, ChemSpider: 56676, DrugBank: DB14221, Wikidata: Q27261789.
4. ↑  Externe Identifikatoren von bzw. Datenbank-Links zu Beclometason-21-propanoat:  CAS-Nr.: 69224-79-9, EG-Nr.: 273-917-9, ECHA-InfoCard: 100.067.179, PubChem: 9934186, ChemSpider: 8109814, Wikidata: Q27292277.
5. ↑  Externe Identifikatoren von bzw. Datenbank-Links zu Beclometason-21-acetat-17-propanoat:  CAS-Nr.: 5534-08-7, PubChem: 11179692, ChemSpider: 9354782, Wikidata: Q27236285.
6. ↑  Externe Identifikatoren von bzw. Datenbank-Links zu Beclometason-21-butanoat-17-propanoat:  CAS-Nr.: nicht vergeben, PubChem: 71313647, ChemSpider: 27524370, Wikidata: Q27283366.